# Discografia de Wesley Safadão
A discografia de Wesley Safadão, um cantor, produtor musical e empresário brasileiro, compreende seis álbuns ao vivo, uma coletânea musical, três extended plays (EPs), uma série de singles e aparições em outros álbuns.

## Álbuns

### Álbuns ao vivo
| Álbum                     | Detalhes                                                                                     | Vendas      | Certificações     |
| ------------------------- | -------------------------------------------------------------------------------------------- | ----------- | ----------------- |
| Ao Vivo em Brasília       | - Lançamento: 27 de novembro de 2015 - Formatos: CD, download digital - Gravadora: Som Livre | - : 100.000 | - PMB: 2× Platina |
| WS Em Casa                | - Lançamento: 16 de setembro de 2016 - Formatos: CD, download digital - Gravadora: Som Livre |             | - PMB: Platina    |
| WS In Miami Beach         | - Lançamento: 21 de julho de 2017 - Formatos: CD, download digital - Gravadora: Som Livre    |             |                   |
| WS Mais Uma Vez           | - Lançamento: 12 de setembro de 2018 - Formatos: download digital - Gravadora: Som Livre     |             | - PMB: Platina    |
| TBT WS                    | - Lançamento: 20 de junho de 2019 - Formatos: download digital - Gravadora: Som Livre        |             |                   |
| Garota Vip Rio de Janeiro | - Lançamento: 20 de setembro de 2019 - Formatos: download digital - Gravadora: Som Livre     |             |                   |
| WS Em Casa 2              | - Lançamento: 15 de maio de 2020 - Formatos: download digital - Gravadora: Som Livre         |             |                   |

### Coletâneas
| Álbum  | Detalhes                                                                                  | Certificações  |
| ------ | ----------------------------------------------------------------------------------------- | -------------- |
| Duetos | - Lançamento: 22 de julho de 2016 - Formatos: CD, download digital - Gravadora: Som Livre | - PMB: Platina |

### Extended plays(EPs)
| Álbum                      | Detalhes                                                                                  |
| -------------------------- | ----------------------------------------------------------------------------------------- |
| Ao Vivo em Jurerê          | - Lançamento: 12 de fevereiro de 2016 - Formatos: download digital - Gravadora: Som Livre |
| Esquenta WS in Miami Beach | - Lançamento: 31 de março de 2017 - Formatos: download digital - Gravadora: Som Livre     |
| Diferente Não, Estranho    | - Lançamento: 30 de março de 2018 - Formatos: download digital - Gravadora: Som Livre     |
| WS em Casa 2, Pt. 1        | - Lançamento: 18 de abril de 2020 - Formatos: download digital - Gravadora: Som Livre     |

## Singles

### Como artista principal
| 2014                                                                            | "Vou Pagar Pra Ver"                                 | 69 | —  | —  |                    | Ao Vivo em Brasília           |
| 2015                                                                            | "Camarote"                                          | 31 | 5  | 5  |                    | Ao Vivo em Brasília           |
| 2015                                                                            | "Parece Que o Vento" (part. Ivete Sangalo)          | 94 | 2  | 9  |                    | Ao Vivo em Brasília           |
| 2016                                                                            | "Coração Machucado"                                 | 12 | 10 | 13 |                    | Ao Vivo em Brasília           |
| 2016                                                                            | "Solteiro de Novo" (part. Ronaldinho Gaúcho)        | 62 | 8  | 7  |                    | WS Em Casa                    |
| 2016                                                                            | "Meu Coração Deu PT" (part. Matheus & Kauan)        | 16 | 9  | 25 |                    | WS Em Casa                    |
| 2017                                                                            | "Ninguém é de Ferro" (part. Marília Mendonça)       | 5  | 1  | 2  |                    | WS In Miami Beach             |
| 2017                                                                            | "Ressaca de Saudade"                                | 28 | 3  | 15 | - PMB: 3× Platina  | WS In Miami Beach             |
| 2017                                                                            | "Ar Condicionado no 15"                             | 1  | 1  | 18 | - PMB: 2× Diamante | WS In Miami Beach             |
| 2017                                                                            | "Sonhei Que Tava Me Casando"                        | 19 | 2  | 32 |                    | WS In Miami Beach             |
| 2018                                                                            | "Romance com Safadeza" (com Anitta)                 | 14 | —  | 2  | - PMB: 3× Diamante | Não adicionado à nenhum álbum |
| 2018                                                                            | "Amor Falso" (com Aldair Playboy e Kevinho)         | 68 | —  | 4  | - PMB: Diamante    | Não adicionado à nenhum álbum |
| 2018                                                                            | "Só Pra Castigar"                                   | 2  | —  | 15 | - PMB: 2× Diamante | WS Mais Uma Vez               |
| 2019                                                                            | "Igual Ela, Só Uma"                                 | 1  | —  | 16 | - PMB: 2× Platina  | Garota Vip Rio de Janeiro     |
| 2019                                                                            | "Dois Lados"                                        | 2  | —  | 14 |                    | Garota Vip Rio de Janeiro     |
| 2020                                                                            | "Na Cama Que Eu Paguei" (part. Zé Neto & Cristiano) | 7  | —  | —  |                    | Garota Vip Rio de Janeiro     |
| "—" denota singles que não entraram nas paradas musicais ou não foram lançados. |                                                     |    |    |    |                    |                               |

### Como artista convidado
| 2015                                                                            | "Aquele 1%" (Marcos & Belutti part. Wesley Safadão)                              | 1  | 9 | 1  | Acústico Tão Feliz            |
| 2015                                                                            | "Você Merece Cachê" (Israel Novaes part. Wesley Safadão)                         | 18 | — | 56 | Forró do Israel               |
| 2015                                                                            | "O Amor Tá Aí" (com Artistas pelo Instituto Neymar Jr. [A])                      | —  | — | —  | Não adicionado à nenhum álbum |
| 2016                                                                            | "A Culpa é da Bebida" (Fred & Gustavo part. Wesley Safadão)                      | 27 | — | —  | Ao Vivo em Goiânia            |
| 2016                                                                            | "Chute e Bomba" (Paula Mattos part. Wesley Safadão)                              | —  | — | 80 | Sofrer Pra Quê?               |
| 2016                                                                            | "Meu Coração Não Tem Memória" (Pedro & Benício part. Wesley Safadão)             | 73 | — | —  | Hipnose                       |
| 2017                                                                            | "Você Partiu Meu Coração" (Nego do Borel part. Anitta e Wesley Safadão)          | 21 | 3 | —  | Não adicionado à nenhum álbum |
| 2017                                                                            | "Precipício" (João Bosco & Vinícius part. Wesley Safadão)                        | 23 | — | —  | Não adicionado à nenhum álbum |
| 2017                                                                            | "Professor da Malandragem" (Dennis DJ part. Wesley Safadão e Ronaldinho Gaúcho)  | —  | — | 36 | Professor da Malandragem      |
| 2017                                                                            | "À Vontade" (Ivete Sangalo part. Wesley Safadão)                                 | —  | — | —  | Duetos 2                      |
| 2017                                                                            | "Se é Pra Gente Ficar" (Solange Almeida part. Wesley Safadão)                    | 9  | — | 13 | Não adicionado à nenhum álbum |
| 2017                                                                            | "Acabou Acabou (Quando Eu Digo Que Acabou)" (Gabriel Diniz part. Wesley Safadão) | 38 | — | 28 | GD Na Ilha                    |
| 2018                                                                            | "Eu e a Torcida do Brasil" (Aviões part. Wesley Safadão)                         | —  | — | 34 | Não adicionado à nenhum álbum |
| 2018                                                                            | "Posto 24h" (Lucas Lucco part. Wesley Safadão)                                   | 8  | — | 63 | A Ørigem (Ao Vivo em Goiânia) |
| 2019                                                                            | "Quem Tem o Dom" (Jerry Smith part. Wesley Safadão)                              | —  | — | 15 | Não adicionado à nenhum álbum |
| 2019                                                                            | "Joga no Waze" (Dennis part. Wesley Safadão)                                     | —  | — | 43 | Não adicionado à nenhum álbum |
| 2019                                                                            | "Ding Dom" (Nego do Borel part. Wesley Safadão)                                  | —  | — | 81 | Não adicionado à nenhum álbum |
| 2020                                                                            | "Saudade em Gotas" (Yasmin Santos part. Wesley Safadão)                          | 3  | — | 67 | Ao Vivo em São Paulo - EP 3   |
| "—" denota singles que não entraram nas paradas musicais ou não foram lançados. |                                                                                  |    |   |    |                               |

### Singlespromocionais
| 2014                                                                            | "Eu Tô de Boa"                        | —  |                   | Ao Vivo em Brasília                |
| 2015                                                                            | "Tim Tim"                             | 32 |                   | Ao Vivo em Brasília                |
| 2015                                                                            | "Vem Pro Meu Lounge"                  | 39 |                   | Não adicionado à nenhum álbum      |
| 2016                                                                            | "A Dama e o Vagabundo"                | 1  |                   | Ao Vivo em Jurerê - EP             |
| 2016                                                                            | "Jeito Safado" (part. Márcia Fellipe) | 3  |                   | WS Em Casa                         |
| 2016                                                                            | "Fala Aqui com a Minha Mão"           | 5  |                   | WS Em Casa                         |
| 2018                                                                            | "Psiquiatra do Bumbum"                | 30 | - PMB: Platina    | Não adicionado à nenhum álbum      |
| 2018                                                                            | "Alô Dono do Bar"                     | 73 | - PMB: Ouro       | Diferente Não, Estranho - EP       |
| 2018                                                                            | "Vem Meu Amor"                        | 30 | - PMB: Ouro       | Trilha sonora de Segundo Sol       |
| 2018                                                                            | "Sortudo"                             | 5  | - PMB: Platina    | Não adicionado à nenhum álbum      |
| 2019                                                                            | "Não Atende Não"                      | —  | - PMB: 2× Platina | WS Mais Uma Vez                    |
| 2019                                                                            | "Juras de Amor (Vai Chorar)"          | 24 | - PMB: Ouro       | TBT WS                             |
| 2020                                                                            | "Despedida"                           | —  | - PMB: Platina    | Garota Vip Rio de Janeiro (Deluxe) |
| "—" denota singles que não entraram nas paradas musicais ou não foram lançados. |                                       |    |                   |                                    |

## Outras aparições
| Ano                          | Título                                           | Artista(s)                             | Álbum                                        |
| ---------------------------- | ------------------------------------------------ | -------------------------------------- | -------------------------------------------- |
| 2009                         | "Nada Sou Sem Você"                              | Pisada de Bakana                       | [ 51 ]                                       |
| 2010                         | "Playboyzinho da Facu"                           | Forró Estourado                        | [ 52 ]                                       |
| 2010                         | "Homem Mudado"                                   | Santropê                               | [ 53 ]                                       |
| 2010                         | "O Verão Chegou"                                 | Forró di Taipa                         | [ 54 ]                                       |
| 2011                         | "Balada"                                         | Novo Balancear                         | [ 55 ]                                       |
| 2011                         | "Quando Eu Parar de Ligar"                       | Rabo de Vaca                           | [ 56 ]                                       |
| 2012                         | "Solte o Som do Paredão"                         | Forró dos Balas                        | [ 57 ]                                       |
| 2012                         | "Tô Pensando em Você"                            | Esfregue Dance                         | [ 58 ]                                       |
| 2012                         | "Ninguém Vive Sem Amor"                          | Forró Boca A Boca                      | [ 59 ]                                       |
| 2012                         | "A Gente Já Rola"                                | Simone & Simaria                       | Vol. 01                                      |
| 2012                         | "Forrozeiro Forrozeiro"                          | Pegada de Luxo                         | [ 61 ]                                       |
| 2012                         | "Nem de Graça Eu Quero Seu Amor"                 | Forró da Curtição                      | [ 62 ]                                       |
| 2012                         | "Fatos e Relatos"                                | Caviar com Rapadura                    | [ 63 ]                                       |
| 2012                         | "Pede Pra Mim"                                   | Forró do Chefão                        | Forró do Chefão, Vol. 1                      |
| 2012                         | "Caranguejo"                                     | Toca do Vale                           | [ 65 ]                                       |
| 2012                         | "Nheco Nheco"                                    | Forró do Movimento                     | [ 66 ]                                       |
| 2013                         |                                                  |                                        |                                              |
| "Vai Querendo, Vai Querendo" | Forró da Curtição                                | [ 67 ]                                 |                                              |
| "Em Outras Palavras"         | Forró 100%                                       | [ 68 ]                                 |                                              |
| "Menos Eu"                   | Forró Balancear                                  | [ 69 ]                                 |                                              |
| "Amor Errado"                | Magníficos                                       | [ 70 ]                                 |                                              |
| "Sintomas de Amor"           | Filhinho de Papai                                | [ 71 ]                                 |                                              |
| "Senta Ana Tereza"           | Bota Pra Moer                                    | [ 72 ]                                 |                                              |
| 2014                         | "Pancadão Frenético"                             | Claudia Leitte                         | Axemusic                                     |
| 2014                         | "Sua Linda"                                      | Lucas Lucco                            | [ 74 ]                                       |
| 2014                         | "iPad"                                           | PP Júnior Kiko Chicabana               | [ 75 ]                                       |
| 2014                         | "Tó Sou Seu"                                     | Fred & Gustavo                         | Pra Ser Tudo Perfeito                        |
| 2014                         | "Agora Pode Sair"                                | Márcia Fellipe                         | [ 77 ]                                       |
| 2014                         | "Ah Tô Sofrendo"                                 | Humberto & Ronaldo                     | Canto, Bebo e Choro                          |
| 2014                         | "Ô Sofrência"                                    | Nego Rico & Forró do Movimento         | [ 79 ]                                       |
| 2014                         | "Solteiro Desapegado"                            | Cleber & Cauan                         | Sonho                                        |
| 2015                         | "Não Vou Mais Atrás de Você (Agora Eu Me Curei)" | Simone e Simaria                       | Bar Das Coleguinhas                          |
| 2015                         | "Vacilou Caio na Farra"                          | Zé Ricardo & Thiago                    | Onde Tudo Começou                            |
| 2015                         | "No Coração e na Cabeça"                         | Pedrinho Pegação                       | [ 83 ]                                       |
| 2015                         | "Tô Nem Aí"                                      | Chicabana                              | [ 84 ]                                       |
| 2015                         | "Escuridão Iluminada"                            | Victor & Leo                           | Irmãos                                       |
| 2015                         | "Quando Você Me Procurar"                        | Oito7Nove4                             | [ 86 ]                                       |
| 2015                         | "Tivesse Vindo Ontem"                            | Gabriel Diniz                          | GD at the Park                               |
| 2015                         | "Tô Nem Aí"                                      | É O Cheffe                             | [ 88 ]                                       |
| 2015                         | "Agora é pra Valer"                              | João Lucas & Marcelo                   | [ 89 ]                                       |
| 2015                         | "O Amor Tá Aí"                                   | Artistas pelo Instituto Neymar Jr.[A]) | [ 90 ]                                       |
| 2015                         | "Bebendo Rios"                                   | Felipe Ferraz                          | [ 91 ]                                       |
| 2016                         | "Começo de Tudo"                                 | Márcia Fellipe                         | Day Off (Ao Vivo em Aracaju)                 |
| 2016                         | "Na Farra"                                       | Dennis DJ                              | Na Farra                                     |
| 2016                         | "Havaianas"                                      | Adair Cardoso                          | [ 94 ]                                       |
| 2016                         | "A Casinha Caiu"                                 | Léo Santana                            | [ 95 ]                                       |
| 2016                         | "Bipolar"                                        | Tayrone                                | O Choro É Livre                              |
| 2016                         | "O Melhor de Mim"                                | Helena Reis                            | [ 97 ]                                       |
| 2016                         | "Coincidência Não Existe"                        | Sorriso Maroto                         | De Volta pro Amanhã                          |
| 2016                         | "Bala e Canhão"                                  | Pedrinho Pegação                       | Ao Vivo em Recife                            |
| 2016                         | "Solteiro, Sim! Sozinho, Nunca!"                 | Romim Mata                             | [ 100 ]                                      |
| 2016                         | "Amor Bacana"                                    | Bell Marques                           | Fênix                                        |
| 2017                         | "Tô de Boaça"                                    | Rafa & Pipo Marques                    | Beira Mar                                    |
| 2017                         | "Olha a Explosão"                                | MC Kevinho                             | [ 103 ]                                      |
| 2017                         | "Casado Namorando Solteiro"                      | Tierry                                 | [ 104 ]                                      |
| 2017                         | "O Que Me Prometeu"                              | Toca do Vale                           | [ 105 ]                                      |
| 2017                         | "Um Beijo pra Você"                              | Samyra Show                            | Exclusive no Paraiso (Ao Vivo em Maranguape) |
| 2017                         | "Fogo na Roupa"                                  | Péricles                               | Deserto da Ilusão                            |
| 2017                         | "Laranjinha"                                     | Junior Vianna                          | Junior Vianna - EP                           |
| 2017                         | "Chuveiro Ligado"                                | Caninana                               | [ 109 ]                                      |
| 2017                         | "Hoje Eu Não Vou Trabalhar"                      | Saia Rodada                            | [ 110 ]                                      |
| 2017                         | "Maldade Dobrada"                                | Naiara Azevedo                         | Contraste                                    |
| 2017                         | "Whisky, Cigarro e Violão"                       | Avine Vinny                            | [ 112 ]                                      |
| 2017                         | "Vai Curtir, Vai Dançar"                         | Raça Negra                             | Raça Negra & Amigos 2                        |
| 2017                         | "Cigana"                                         | Raça Negra                             | Raça Negra & Amigos 2                        |
| 2017                         | "O Som da Minha Nave"                            | Solteirões do Forró                    | [ 115 ]                                      |
| 2017                         | "Outra Vida"                                     | Raphael Alencar                        | Outra Vida - EP                              |
| 2017                         | "Meu Jeito de Sofrer"                            | Maykow & Bruno                         | [ 117 ]                                      |
| 2018                         | "Saudade dos Parceiros"                          | Luan Estilizado                        | [ 118 ]                                      |
| 2018                         | "Agora Vai Sentar"                               | MC Jhowzinho & MC Kadinho              | [ 119 ]                                      |
| 2018                         | "Vaqueirão da Porra"                             | Tony Guerra                            | [ 120 ]                                      |
| 2018                         | "Plano de Solteiro"                              | Matheus Fernandes                      | [ 121 ]                                      |
| 2019                         | "Parango Que Fala, Né?"                          | Parangolé                              | [ 122 ]                                      |
| 2019                         | "Bebe Vem Me Procurar"                           | Vitor Fernandes                        | [ 123 ]                                      |
| 2019                         | "Razão Vs Orgulho"                               | Henry Freitas                          | [ 124 ]                                      |